# Parula
Parula es un género de aves paseriformes perteneciente a la familia Parulidae. 

## Especies
Contiene las siguientes especies:
- - Parula gutturalis, bijirita de garganta flameante, Flame-throated Warbler
  - Parula superciliosa, bijirita pecho de luna, Crescent-chested Warbler
  - Parula americana, bijirita chica, Northern Parula
  - Parula pitiayumi, bijirita tropical, Tropical Parula